# Love Story (film, 1944)

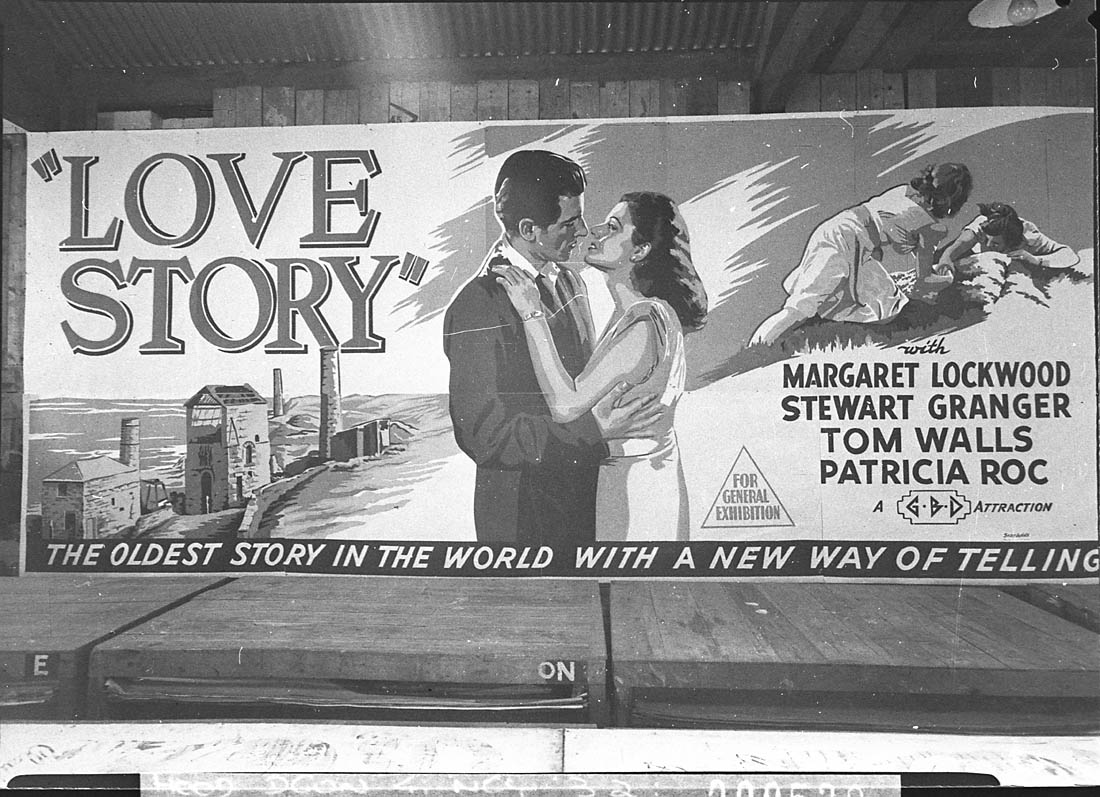
Affiche du film à Sydney en 1946.

Pour les articles homonymes, voir Love Story.
Love Story est un film dramatique britannique réalisé par Leslie Arliss, sorti en 1944.

## Synopsis
La pianiste de concert Felicity Crichton Lissa Campbell quitte sa brillante carrière musicale pour se consacrer à l'effort de guerre britannique. Elle demande à être une Women Airforce Service Pilots mais est rejetée pour des raisons de santé. Elle apprend en effet être atteinte d'une maladie cardiaque ne lui laissant plus longtemps à vivre.
Déterminée à vivre pleinement ses derniers mois, elle se rend dans une station balnéaire de Cornwall . Ne voulant pas être reconnue, elle se présente comme Lissa. Elle se lie bientôt d'amitié avec Tom Tanner, un vieux mineur, chargé par le gouvernement d'enquêter sur les mines. Plus tard, elle rencontre Kit Firth, un jeune ingénieur impétueux, et ils forment une association. Elle ne sait pas que Kit sera bientôt aveugle en raison d'une blessure de guerre. La seule qui sait est Judy, son amie d'enfance qui est secrètement amoureuse de lui. Pendant ce temps, Tom s'arrange pour qu'un piano soit fourni à Lissa et elle commence à composer inspirée par son nouvel environnement et par Kit. Plus tard, Kit présente Lissa à Judy, qui travaille sur une pièce de théâtre en plein air. Judy persuade Tom d'investir dans sa production de The Tempest.
La romance de Kit et Lissa grandit mais, chaque fois que les choses deviennent sérieuses, Kit recule. Lissa devient de plus en plus frustrée, surtout après avoir refusé l'offre de Tom de superviser la réouverture d'une mine dans laquelle Kit a trouvé du molybdène indispensable, et elle rompt finalement avec lui. Kit avoue à Judy qu'il n'a jamais rencontré personne aussi compréhensive que Lissa.
Le lendemain, un accident minier piège Tom et son équipage. Lorsque Kit descend la mine, il est lui aussi pris au piège mais est capable de s'échapper et de les sauver, prouvant qu'il n'est pas un lâche. Quand Lissa le trouve en train de s'entraîner à lire le Braille , tout se met en place. Elle l'exhorte à subir une intervention chirurgicale, mais il dit que les médecins ont estimé que ses chances de survivre étaient de 100 contre un et que Judy l'avait dissuadé.
Lissa fait admettre à Judy qu'elle considère la cécité comme une aubaine car Kit devrait se tourner vers elle. Ils conviennent que Lissa le quittera si Judy persuade Kit de subir l'opération. Après le départ de Kit pour une opération chirurgicale, Judy et sa compagnie se préparent pour leur pièce. Pour la première, Judy est incapable de continuer tant qu'elle n'a pas entendu les résultats de la chirurgie imminente. Lissa apaise le public pour le retard en interprétant sa nouvelle composition inspirée de Kit. Au cours de sa représentation, elle est submergée par la même peur et s'évanouit.
Lorsque Lissa se remet, elle est rassurée que Kit va bien. Quand Judy la remercie d'avoir abandonné Kit, Lissa admet qu'elle n'abandonne pas beaucoup - parce qu'elle est en train de mourir. Fidèle à sa parole, elle dit au revoir à Kit, disant qu'elle partira en tournée mondiale et ne le reverra peut-être pas. Malgré sa profession d'amour, Lissa s'en va, le cœur brisé. Dans les semaines à venir, elle parcourt le monde, divertissant les troupes. Pendant ce temps, Kit propose à Judy et elle accepte, mais leur relation manque de passion. Malgré le conseil que lui a donné Tom d'accepter la vérité et de ne pas tromper une autre femme de l'amour qu'elle mérite, Judy insiste sur le fait qu'elle n'abandonnera pas Kit.
Quelque temps plus tard, Lissa se produit au Royal Albert Hall. Après son dernier numéro, elle aperçoit Kit dans les coulisses dans son uniforme de la RAF, et court dans ses bras avant de s'évanouir. Quand elle récupère, elle voit Judy. Reconnaissant qu'il aimera toujours Lissa, Judy annonce, à la surprise de Kit, qu'ils ne se marieront pas et part brusquement - Kit ne lui a jamais appartenu. Lissa révèle enfin qu'elle n'a plus que des mois à vivre. Kit lui dit qu'ils doivent prendre tout le bonheur qu'ils peuvent.

## Fiche technique
- Titre : Love Story
- Réalisation : Leslie Arliss
- Scénario : Doreen Montgomery, Leslie Arliss, d'après une histoire de J. W. Drawbell
- Chef-opérateur : Bernard Knowles
- Musique : Hubert Bath
- Montage : A. Charles Knott
- Durée : 113 minutes
- Date de sortie : 20 novembre 1944 ( Royaume-Uni)

## Distribution
- Margaret Lockwood : Lissa Campbell
- Stewart Granger : Kit Firth
- Patricia Roc : Judy
- Tom Walls : Tom Tanner
- Reginald Purdell : Albert
- Walter Hudd (en) : Ray
- A. E. Matthews : Colonel Pitt Smith
- Josephine Middleton : Mme Pitt Smith
- George Merritt : l'ingénieur du téléphone